# Hjalmar Karlsson
Ernst Hjalmar Karlsson (ur. 1 marca 1906 w Örebro, zm. 2 kwietnia 1992 w Ekerö) – szwedzki żeglarz sportowy. Złoty medalista olimpijski z Melbourne.
Zawody w 1956 były jego jedynymi igrzyskami olimpijskimi. Triumfował w klasie 5,5 m. Sternikiem był Lars Thörn, trzecim członkiem załogi Sture Stork. W 1964 jego syn Arne z tymi samymi partnerami sięgnął po srebro.